# Rue de Constantine (Paris)
Pour les articles homonymes, voir Rue de Constantine.
La rue de Constantine  est une voie du 7e arrondissement de Paris.

## Situation et accès
Longeant l’esplanade des Invalides sur son côté est, longue de 330 mètres, elle débute au 105, rue de l’Université et finit au 144, rue de Grenelle. Elle est en sens unique dans le sens sud-nord.
Le quartier est desservi par les lignes 8 et 13 à la station Invalides et par la ligne C du RER à la gare des Invalides.

## Origine du nom
Cette rue porte le nom de la ville algérienne de Constantine.

### Anciennes rues de Constantine à Paris

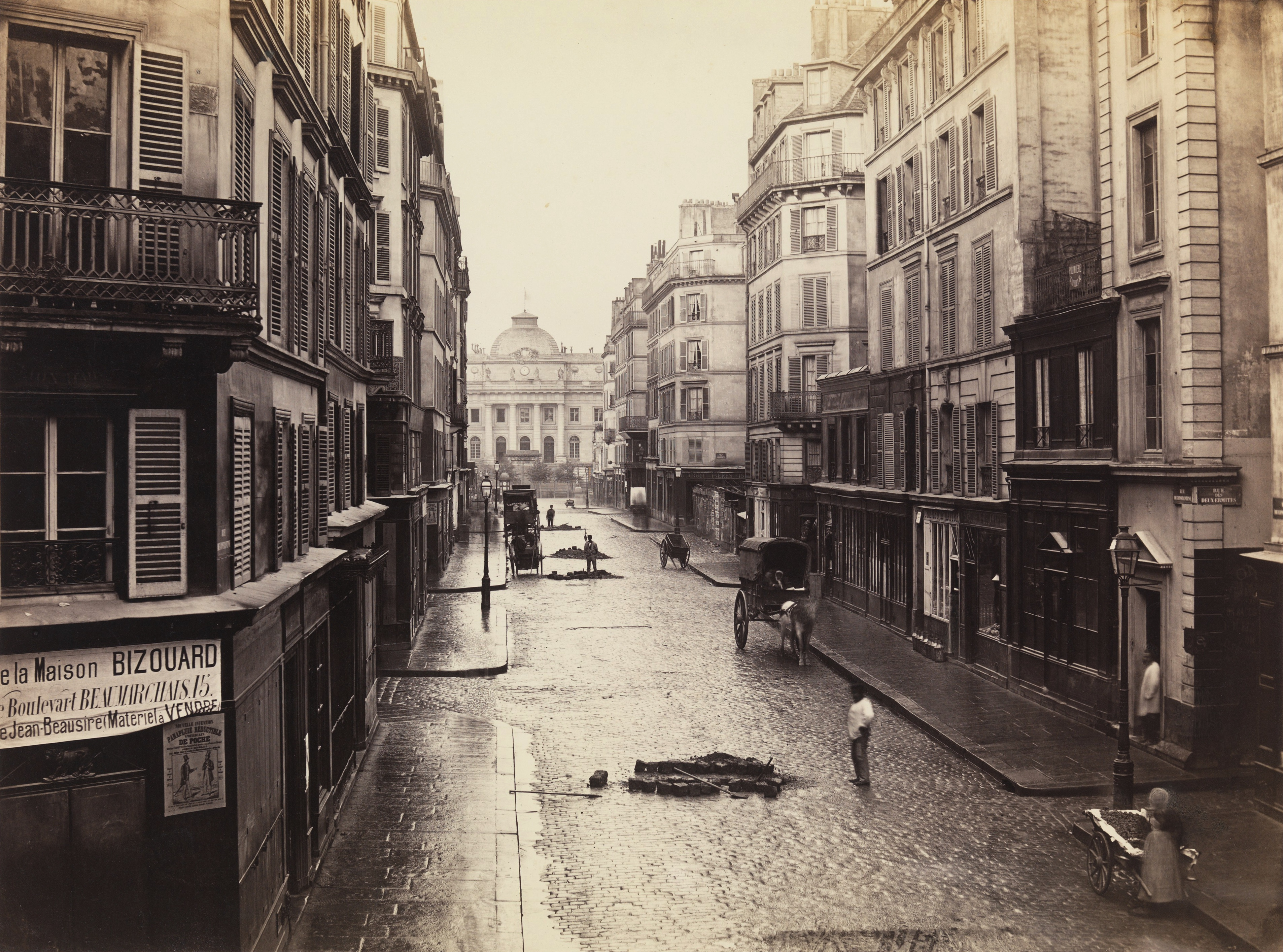
Ancienne rue de Constantine dans l'île de la Cité, photographiée en 1862 par Charles Marville.

Il existait une rue de Constantine dans l’île de la Cité, devenue l’« avenue de Constantine » puis (arrêté du 23 octobre 1880) la « rue de Lutèce ». Cette appellation était destinée à perpétuer le souvenir de la prise de Constantine le 13 octobre 1837.
Une autre rue de Constantine, située dans le quartier de la Goutte-d'Or de la commune de La Chapelle-Saint-Denis, est devenue une rue parisienne après les annexions effectuées au profit de Paris en 1860, avant d’être réunie en 1868 à la rue Myrha.
Une troisième rue de Constantine appartenait à la commune de Belleville annexée à Paris en 1860 ; elle a pris le nom de « rue des Maronites » par arrêté du 26 février 1867.
Une quatrième rue de Constantine, créée vers 1840 par les lotisseurs du futur quartier Plaisance (dénommé à cette époque « commune d'Alger ») appartenait à la partie du territoire de la commune de Vaugirard intégrée en 1860 au 14e arrondissement de Paris. Cette rue s'étendait de la « rue du Transit », future rue d'Alésia à la rue de Médéah. Cette dernière, percée à la même époque à proximité et parallèlement à l'avenue du Maine a disparu au début des années 1970 dans l'opération d'urbanisme de la zone d'aménagement concerté (ZAC) Jean-Zay. La rue de Constantine a été dénommée « rue Constantine-Vaugirard » en 1860, puis rebaptisée  « rue Vercingétorix » en 1873.

## Historique
Entre 1806 et 1815, il s'agit de la « rue d’Austerlitz » puis elle devient « esplanade des Invalides ».
La rue de Constantine reçoit son nom par arrêté du 23 octobre 1880.
À cette date, Paris se doit de conserver une voie publique portant le nom de Constantine, ville importante de l’Algérie française, chef-lieu du département de Constantine.
L’arrêté du 11 mars 1965 attribue la dénomination « rue Robert-Esnault-Pelterie » à la partie de la rue de Constantine comprise entre la rue Saint-Dominique et la rue de Grenelle.
L’arrêté du 27 décembre 1965 rapporte l’arrêté précédent et attribue la dénomination « rue Robert-Esnault-Pelterie » à la partie de la rue de Constantine comprise entre le quai d’Orsay et la rue de l’Université.

## Bâtiments remarquables et lieux de mémoire
- No 3 : l'architecte André Granet (1881-1974) y est mort.
- No 5 : l'aristocrate Rosalie von Gutmann (1862-1923) y a habité[7]. Ancien siège du Centre culturel canadien, vendu à l’homme d’affaires Adrien Labi en 2015[8].
- No 9 : British Council.
- No 11: University of London Institute in Paris.
- No 19 : ancien hôtel Beistegui. Le décorateur Charles de Beistegui (1895-1970) y a habité[9]. Siège du Service d'information du Gouvernement (SIG) jusqu'en 2018. Fin 2020, le Haut-Commissariat général au plan s'y installe[10].
- No 21 : siège de la Cour de justice de la République (CJR).
- No 23 : l'ingénieur aéronautique Robert Esnault-Pelterie y a vécu. Une plaque lui rend hommage.
  - En face de ce numéro, le premier parc de stationnement public souterrain de Paris ouvre en 1964[11].
- No 27 : immeuble de logements construit vers 1950[12]. Le toit du bâtiment est occupé par une terrasse de 123 m2, reliée à l’appartement du 7e étage par un escalier intérieur. De cette terrasse, aménagée en jardin suspendu par un paysagiste, on a vue sur l’hôtel des Invalides, le pont Alexandre-III, le Grand Palais et la tour Eiffel[13].
- No 29 : résidence de l'ambassadeur de Colombie en France. L'ambassade est située 22, rue de l'Élysée (8e arrondissement).
- Cette rue a accueilli les hôtels du comte d'Haussonville, de la comtesse de Fitz-James, de la marquise de Biron, du duc de Gramont et du duc de Mouchy (celui-ci est devenu plus tard l'hôtel de Charles de Beistegui, occupé par les services du Premier ministre). Les autres hôtels existent toujours, occupés notamment par le Centre culturel canadien et le British Council. Ces bâtiments sont classés à l'inventaire des monuments historiques.

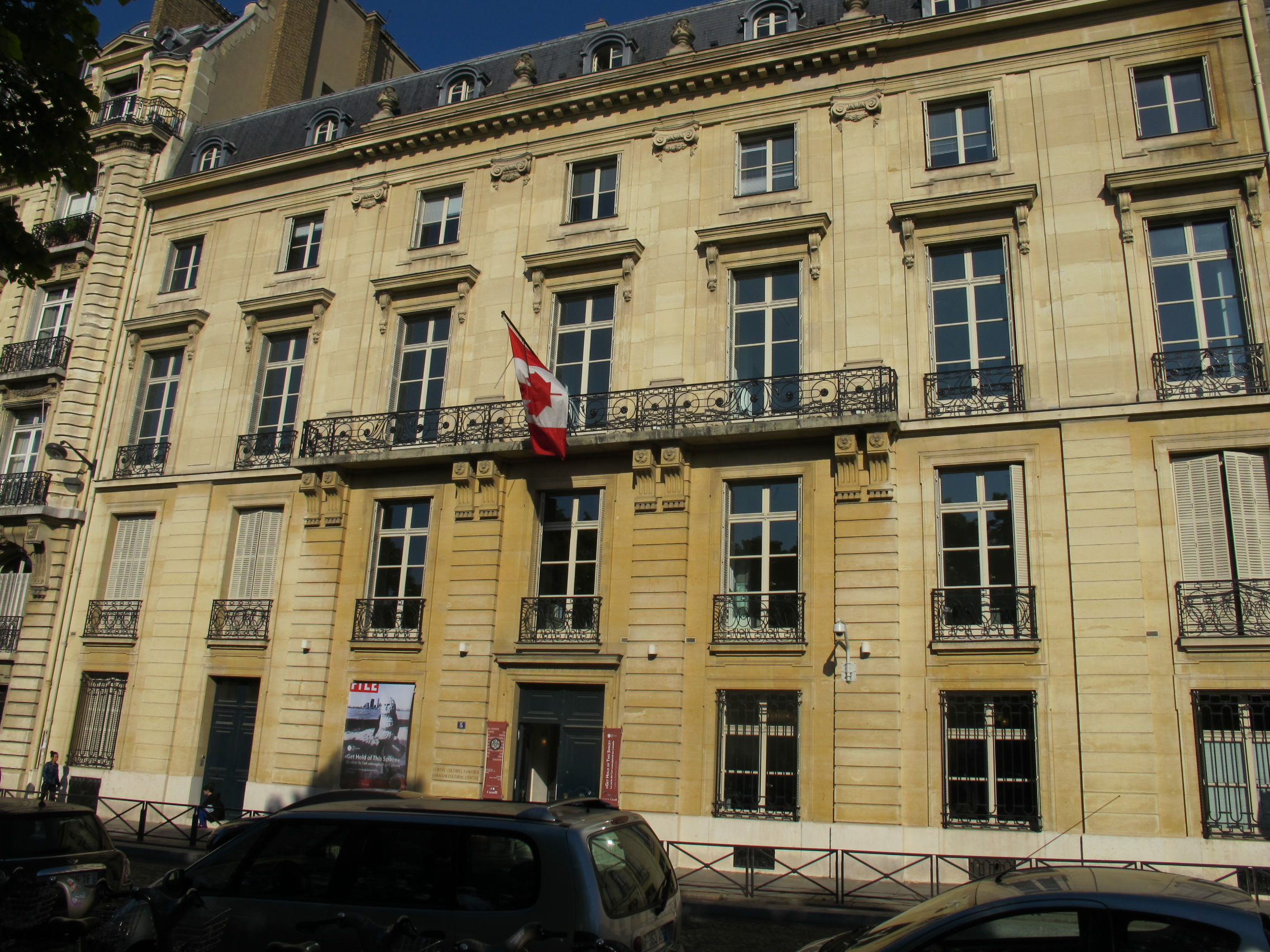
No 5 : ancien siège du Centre culturel canadien.
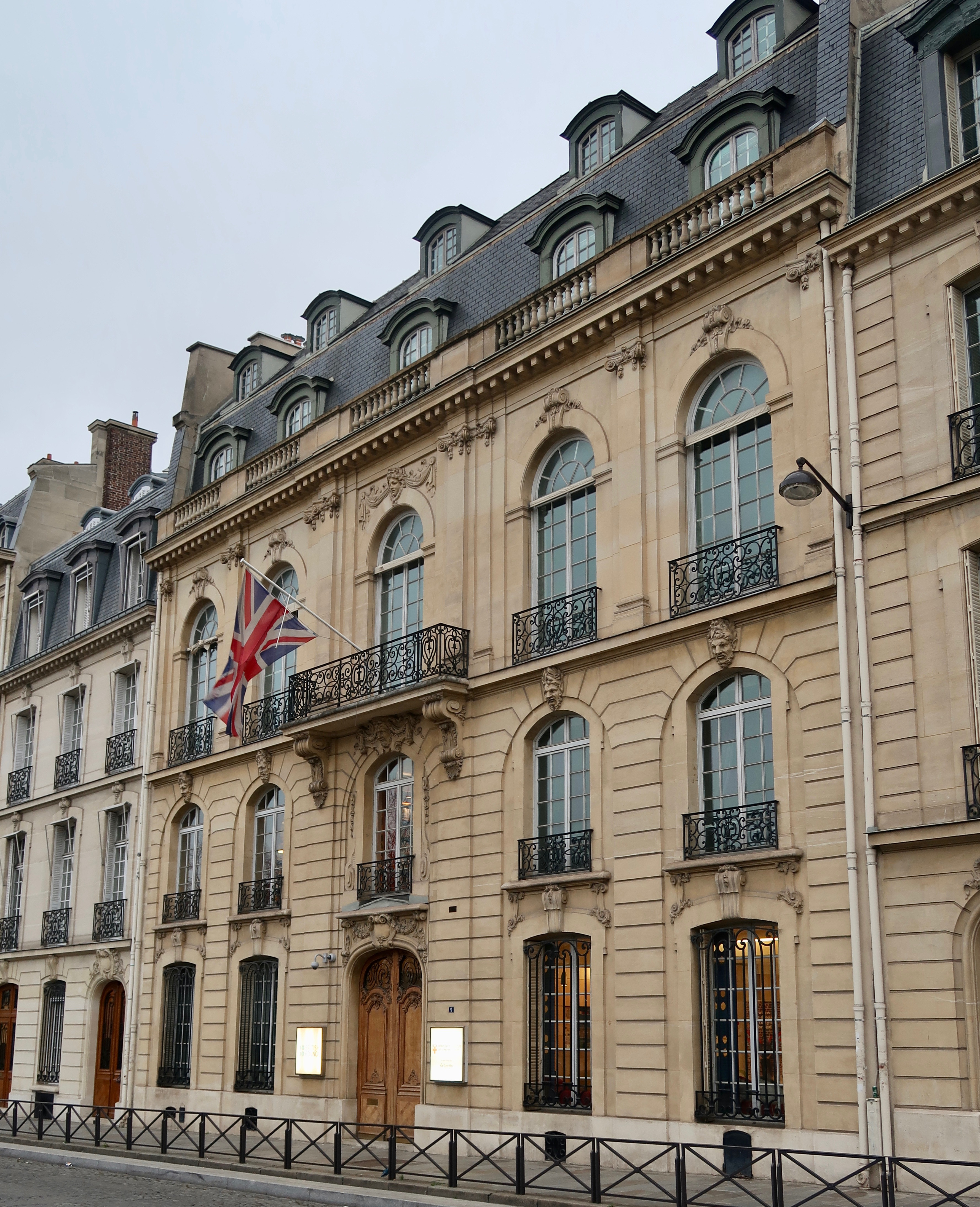
No 9 : British Council.
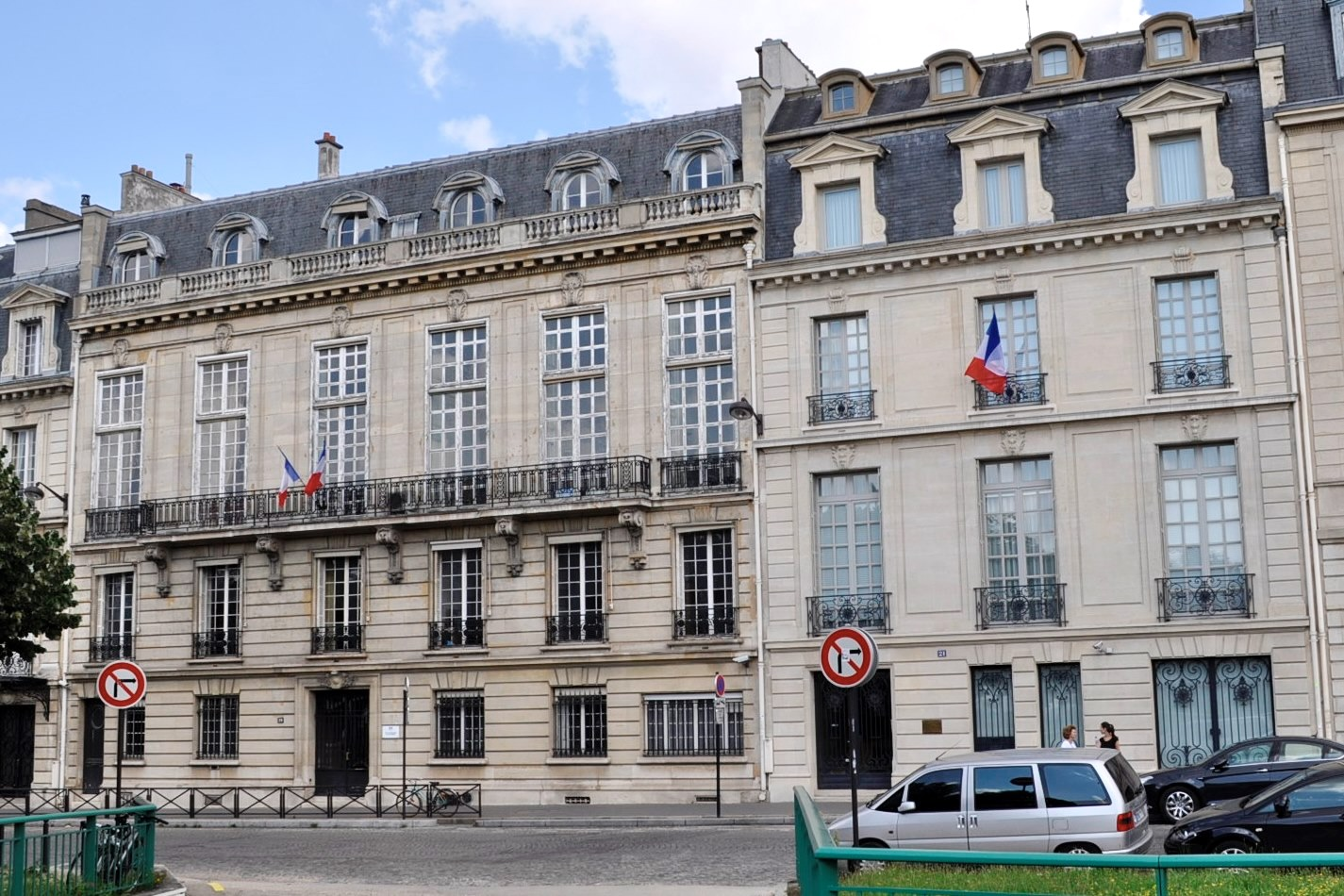
No 19 (Service d'information du gouvernement) et no 21 (Cour de justice de la République).
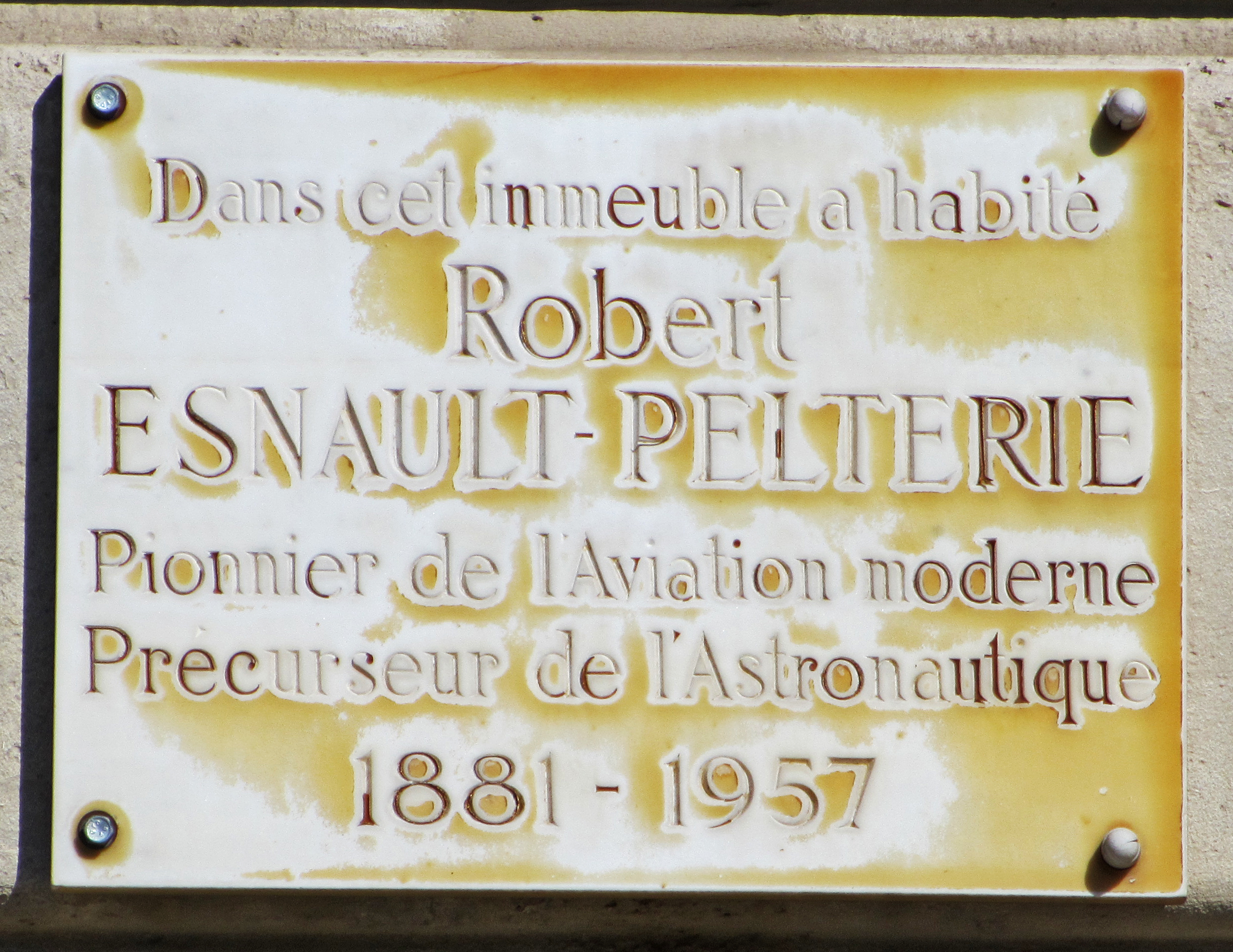
Plaque au no 23.
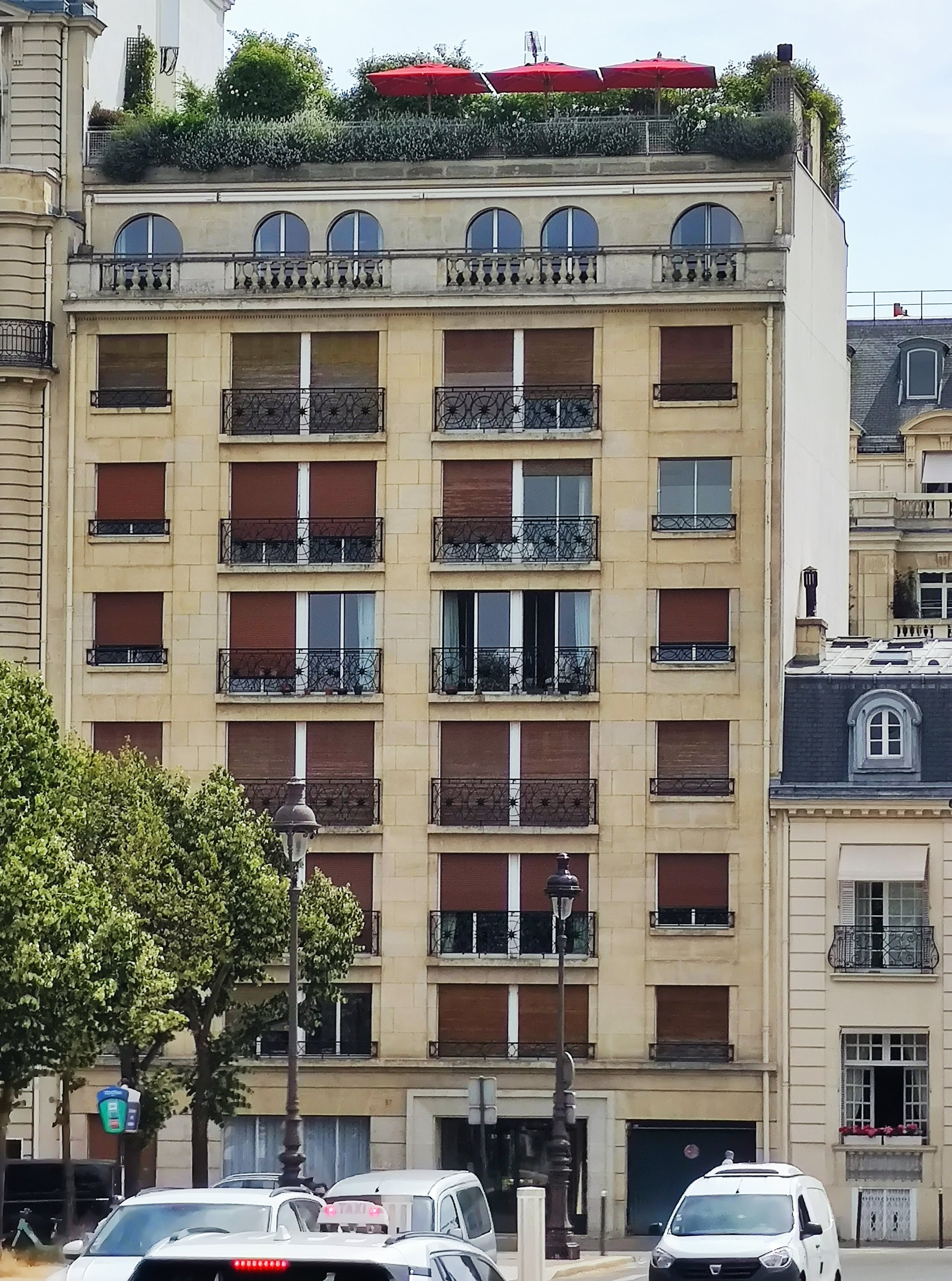
No 27.
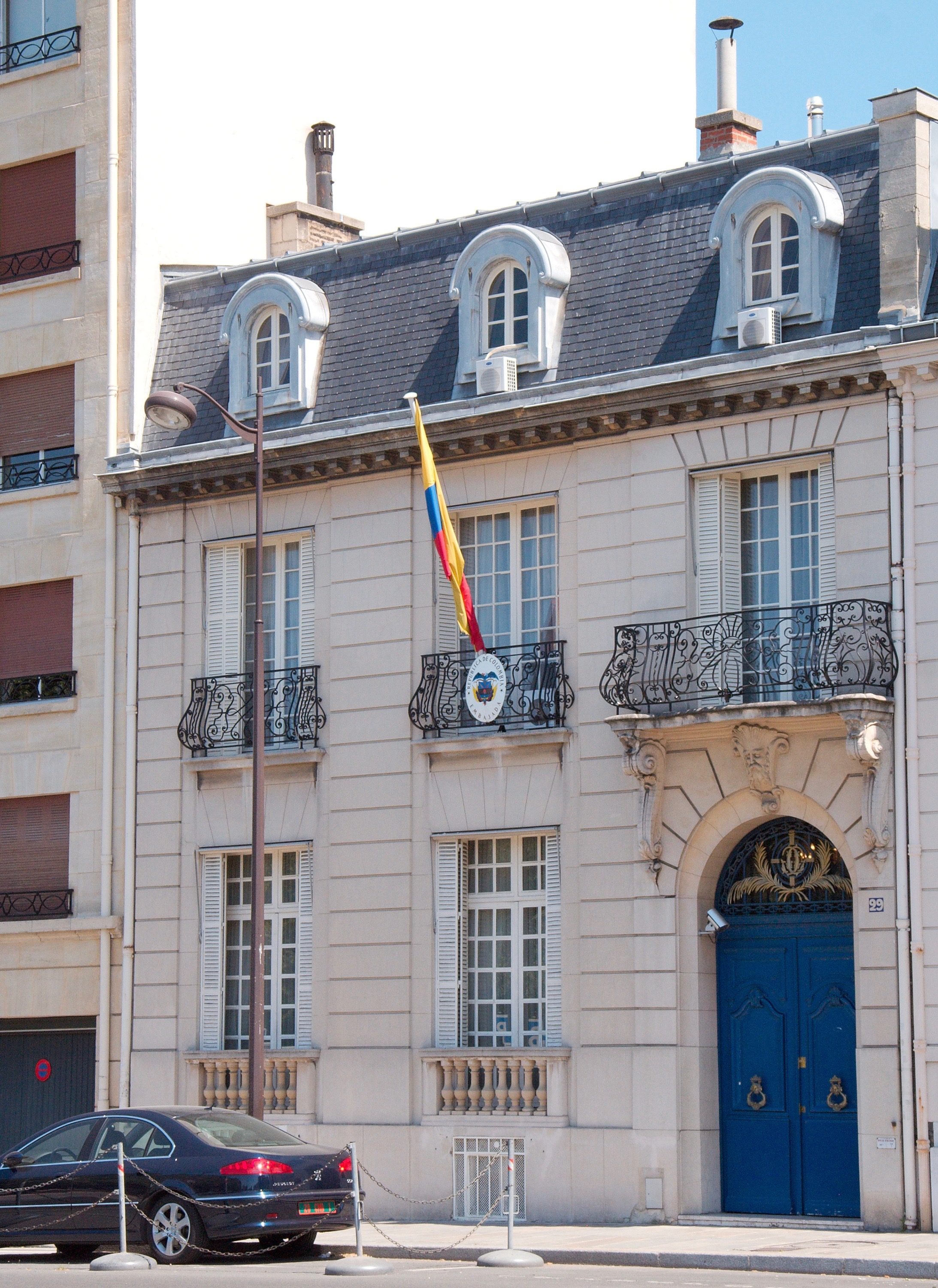
Résidence de l'ambassadeur de Colombie à Paris, au no 29.

### Bâtiment détruit
- No 27 : le dandy et homme politique Boni de Castellane (1867-1932) a habité à cette adresse[14]. Le 5 mai 1926 sont mis en vente au palais de justice à Paris un hôtel sis au 27, rue de Constantine et un terrain 8, rue de Talleyrand. Mise à prix : 800 000 francs[15].